# Marienaltar (Braunschweig)

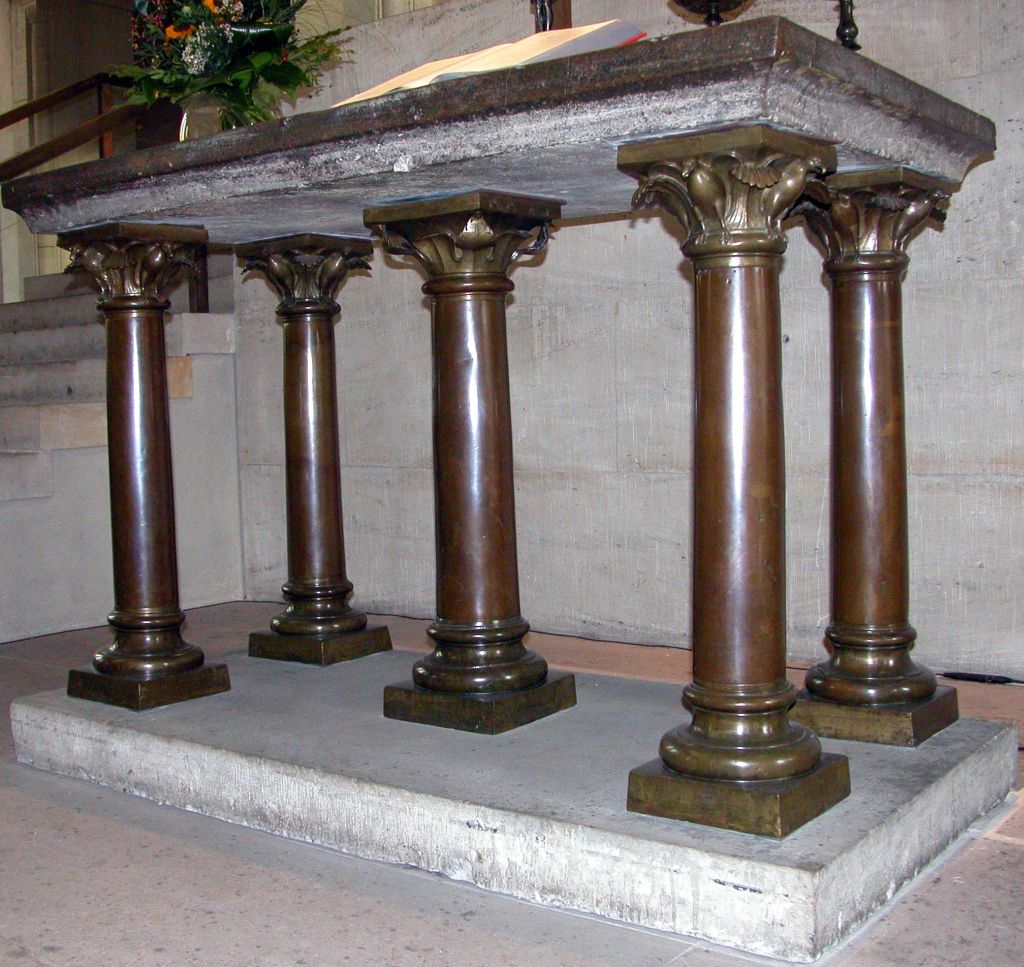
Der Marienaltar

Der Marienaltar gehört zu den wichtigsten Ausstattungsstücken des Braunschweiger Doms. Er wurde 1188 von Herzog Heinrich dem Löwen und seiner zweiten Ehefrau Mathilde gestiftet und am 8. September 1188 von Bischof Adelog von Hildesheim im Dom geweiht. Der Marienaltar hat als einziger Altar die über 800-jährige Geschichte des Domes überdauert.

## Beschreibung
Der Marienaltar besteht aus einer 450 kg schweren polierten Mensa (168,5 cm × 89 cm) aus grauschwarzem sogenannten Belgisch Granit, einem Kalkstein, die auf fünf bronzenen gegossenen Hohlsäulen (Höhe 95 cm) ruht. Die vier Ecksäulen sind an ihren Kapitellen mit Adlern verziert. Das Kapitell der mittleren, dickeren Säule ist hingegen mit Lilienblättern geschmückt. Eine Analyse des Säulenmaterials zeigte eine Verwandtschaft der Metalllegierung zum benachbarten Siebenarmigen Leuchter. Der für die Mensa verwendete Belgisch Granit stammt aus dem heute belgischen Hennegau um Tournai. 

### Die Inschrift der Reliquienkapsel

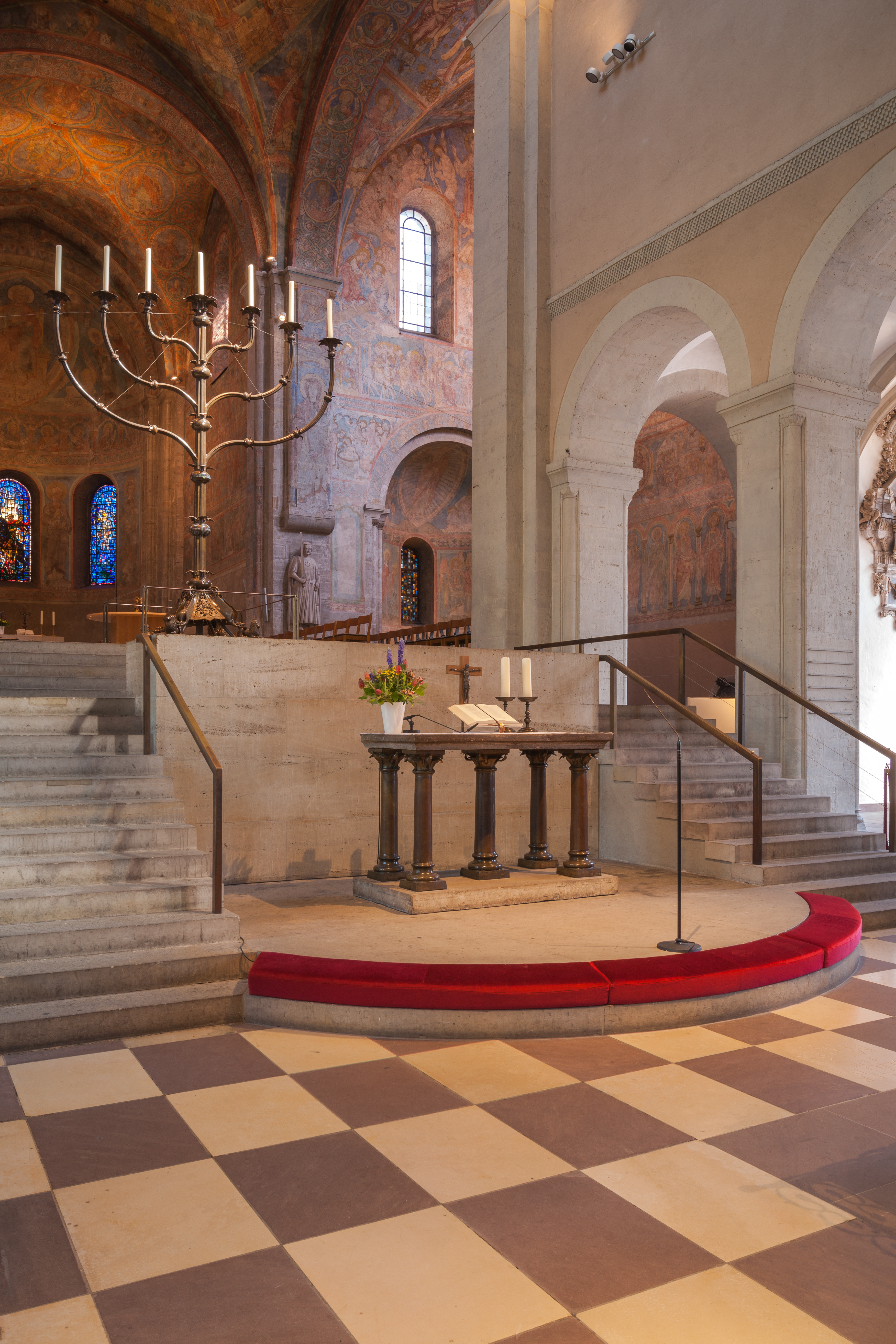
Der Marienaltar vor dem Siebenarmigen Leuchter

Den mittelalterlichen Kirchenvorschriften entsprechend, wurden auch im Marienaltar Reliquien niedergelegt, die nicht zwangsläufig mit dem Altartitel identisch sein mussten. Im Jahre 1966 wurde im mittleren Säulenkapitell ein entsprechendes Altarsepulchrum in Form eines konisch zulaufenden Bleigefäßes aufgefunden. Der einen Durchmesser von 21 cm aufweisende Deckel trägt folgende eingeritzte lateinische Weiheinschrift:
+ ANNO. D[OMI]NI. M. C. LXXX. VIII. DEDICATV[M]. EST. HOC. ALTARE IN. HONORE. BEATE. DIE. GENETRICIS. MARIE. / + AB. ADELOGO. VENERABILI. EP[ISCOP]O. HILDELSEM[EN]SI. FVNDANTE. AC. PROMOVE[N]TE. ILLVSTRI. DVCE. HENRICO. / + FILIO. FILIE. LOTHARII. INPERATORIS. ET RELIGIOSISSIMA. EIVS. CONSORTE. MATHILDI. / + FILIA. HENRICI. SECVNDI. REGIS ANGLOR[UM]. FILII. MATHILDIS. I[M]P[ER]AT[RI]CIS. ROMANOR[UM].
Übersetzt: „Im Jahre des Herrn 1188 ist dieser Altar zur Ehre der seligen Gottesmutter Maria geweiht worden von Adelog, dem ehrwürdigen Bischof von Hildesheim durch Stiftung und auf Veranlassung des erlauchten Herzogs Heinrich, des Sohnes der Tochter des Kaisers Lothar, und seiner sehr frommen Gemahlin Mathilde, der Tochter Heinrichs II., des englischen Königs, des Sohnes der römischen Kaiserin Mathilde.“
Das Gefäß enthielt mehrere Reliquien und das Siegel Bischof Adelogs von Hildesheim († 1190).

## Geschichte
Bischof Adelog von Hildesheim weihte den Altar am 8. September 1188, dem Tag der Geburt Mariens. Sein erster Standort befand sich im Vierungsbereich der Stiftskirche St. Blasius – in medio choro beati Blasii –, ungefähr an der heutigen Stelle des Siebenarmigen Leuchters. Als Stifter sind in der Weiheinschrift das Herzogspaar Heinrich der Löwe und Mathilde genannt. Zwischen 1175 und 1188 wurde das kostbare Evangeliar Heinrichs des Löwen als Stiftung für den Marienaltar geschaffen.
Untersuchungen des mittleren Kapitells sind für die Jahre 1686, 1709 und 1881 belegt. Dabei wurden bei der 1709 erfolgten Öffnung 43 eingelegte Reliquienpartikel dem Abt des Klosters Corvey übergeben. Die Schenkung erfolgte in Schloss Salzdahlum auf Veranlassung des im selben Jahr zum katholischen Glauben konvertierten Herzogs Anton Ulrich. Im Jahre 1966 wurde der Marienaltar an seine heutige Position im ersten Joch des Langhauses versetzt. Er steht damit einige Meter westlich von seinem ursprünglichen Standort entfernt. Am 1. Dezember 1966 wurde das mittlere Säulenkapitell geöffnet, wobei das bleierne Reliquiengefäß erneut aufgefunden wurde. Aufgrund von Rissen in den Säulen wurde der Marienaltar zuletzt im Jahre 2000 restauriert. Er enthält noch heute die Reste des mittelalterlichen Reliquienschatzes.